# 澳洲春卷

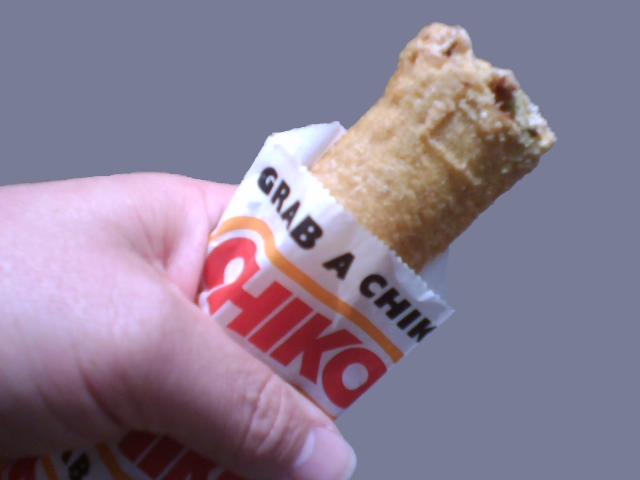
澳洲春卷

澳洲春卷（Chiko Roll），澳洲人弗兰克·迈克恩克洛受中國春卷所啟發，所研發出來的鹹點，在1951年首次發售。雖然其英文名稱中的Chiko為雞隻（chicken）的簡稱，但是澳洲春卷的成份其實並沒有雞肉。

## 历史

### 发展
澳洲春卷由弗兰克·迈克恩克洛（Frank McEncroe）发明。迈克恩克洛本是澳大利亚维多利亚州本迪戈市的一名锅炉制造维修工，后来转行为足球赛及其他户外活动承办餐饮。 1950年，迈克恩克洛在里士满板球场外看见一位同行售卖中国春卷，里面包裹各种杂烩，于是他决定在自己的生产线上也添加一种类似的产品。迈克恩克洛认为，中国春卷皮太薄，在非正式的户外环境中很容易被捏碎，所以他使用了更大更厚实的卷皮，于是一款既能填饱肚子又方便手持的快餐——澳洲春卷应运而生，并于1951年在沃加沃加农业展(Wagga Wagga Agriculture Show)上首次露面。

### 流行
1960年代，迈克恩克洛举家搬往墨尔本，并开始用改良的绞肉机制作春卷。随着春卷越发受欢迎，他又将生产转移到艾圣顿郊区一个更大的工厂。后来，他的公司与当地弗洛伊德冰工厂（Floyd's Iceworks）合并，组成一个新的公司——冰冻食物工业私人有限公司（Frozen Food Industries Pty Ltd.）。该公司于1963年上市。
1965年，澳洲大多数外卖餐馆，尤其是奶品店及炸鱼与薯条店，都会出售澳洲春卷。其营销口号是“抓个春卷就走”，暗示着整个制作流程的简单：店主从冰箱里拿出春卷皮，放进油炸锅，通常会再加入酱料，最后卷起来，放进印有自家商标的袋子里。在1970年代，澳洲春卷最流行的时期，全国每年销量达4000万个，更有100万个销往日本。

### 近些年
自1995年以来，澳洲春卷的商标就由澳大利亚辛普劳公司（Simplot Australia）所有。全部春卷都在新南威尔士州的巴瑟斯特市由特制机器生产。该机器能同时制造春卷皮和馅料，然后所有原料被自动分割，最终卷成一个个小春卷。
近几十年来，澳大利亚外卖市场竞争逐渐激烈，澳洲春卷的知名度也逐日下跌。截至2011年，其年消耗量仅有1700万个。 不过，澳洲春卷仍然是观看体育赛事时颇受欢迎的食物，并且在全国的炸鱼与薯条店和超市也很容易买到。
2016年9月，新南威尔士州议会对澳洲春卷的起源产生了争执。新南威尔士州国家党议员安德鲁·吉（Andrew Gee），本迪戈工党议员丽莎·切斯特（Lisa Chesters），及瑞瓦瑞纳国家党议员麦克·麦科米克（Michael McCormack）都宣称澳洲春卷源于他们的家乡。
为庆祝澳洲春卷发明50周年，现生产商还为本迪戈市和沃加沃加市送去两座镀金雕塑。
2016年10月，卡拉萨镇居民·马克哈伯梅尔（Mark Habermehl）为避免洗碗的麻烦，用烧烤的形式制作了一个肉饼和一个澳洲春卷。这件事被当地新闻报纸报道，并使哈伯梅尔获得“年度最佳澳大利亚人”的提名，肯定他在菜品选择、烹饪器具选用及独创性方面彰显 “澳洲特色”。